# KGB (Biélorussie)
Pour les articles homonymes, voir KGB (homonymie).
Le KGB (en biélorusse : Камітэт дзяржаўнай бяспекі Рэспублікі Беларусь, en russe : Комитет государственной безопасности Рecпублики Бeлapуcь, Comité de la sécurité d'État de la République de Biélorussie) est le service de renseignements biélorusse. Il succède au KGB soviétique, tout en gardant le nom de ce dernier. Le montant de son budget et le nombre de ses agents sont gardés secrets. Son siège se situe dans le centre-ville de Minsk et il dispose d’une antenne dans chaque province. Le siège est surnommé « Amerikanka » par les habitants de Minsk.
Le KGB était dirigé depuis le 15 juillet 2008 par Vadim Zaitsev, ancien chef de la sécurité du président Alexandre Loukachenko. Le président biélorusse a nommé Valéri Vakoultchik à la tête du KGB en 2012.  Le KGB biélorusse est utilisé pour contrôler l'activité des opposants à son régime. Au lendemain de l'élection présidentielle du 19 décembre 2010, sept des neuf candidats d'opposition sont détenus dans la prison intégrée au siège du KGB, de même que plus d'une dizaine de leurs partisans et collaborateurs, inculpés d'organisation de troubles massifs à l'ordre public. Le Comité contre la torture des Nations unies soutient que les personnes arrêtées, lorsqu'elles ont pu consulter un avocat, se sont vues contraintes de le faire en présence de membres du KGB.
Un département interne au KGB s’occupe de contrespionnage militaire.
La Biélorussie est le seul pays où le KGB a gardé son nom hérité de la période soviétique avec la Transnistrie.